# 다키카와역
다키카와역(일본어: 滝川駅 타키카와에키[*])은 일본 홋카이도 다키카와시에 있는 홋카이도 여객철도 · 일본화물철도의 역이다. 역 번호는 A21이며, 하코다테 본선을 소속으로 하고 있어, 이 역을 기점으로 하는 네무로 본선을 더해서 상호 운행하고 있다. 단선 · 섬식을 합친 복합 구조의 철도 역사이다.

## 타는 곳
| 1 | ■ 네무로 본선   |        | 후라노 · 신토쿠 · 구시로 방면 | (일부의 열차는 4번선부터도 발착한다) |
| 4 | ■ 하코다테 본선 | (상행) | 이와미자와 · 삿포로 방면      | (주로 보통열차)                      |
| 5 | ■ 하코다테 본선 | (상행) | 이와미자와 · 삿포로 방면      | (주로 특급열차)                      |
| 6 | ■ 하코다테 본선 | (하행) | 후카가와 · 아사히카와 방면    | (주로 특급열차)                      |
| 7 | ■ 하코다테 본선 | (하행) | 후카가와 · 아사히카와 방면    | (주로 보통열차)                      |

## 화물역
일본화물철도의 역은, 여객역의 남쪽에 있다. 1면 1선의 컨테이너 승강장을 가지는 지상역으로, 컨테이너 하역선의 길이는 약 140m.
현재는 컨테이너 화물의 취급역으로, 여기에는 12 ft 컨테이너만을 취급하고 있다. 옛날에는 홋카이도 전력 다키카와 발전소(석탄 화력 발전소)로의 전용선이 있어, 석탄 운송이 행해졌었다.
화물열차는, 하루 1회 왕복의 삿포로 화물 터미널 역과 아사히카와역을 연결하는 고속화물열차가 정차한다. 기타아사히카와 역 행의 열차는 컨테이너 차의 해방, 삿포로 화물 터미널 행의 열차는 연결을 행한다. 또한, 임시열차도 정차한다.

## 역 주변
- 국도 제12호선 · 국도 제38호선 · 국도 제451호선
- 다키카와 시청
- 홋카이도 노동금고 다키카와 지점
- 호쿠몬 신용금고 본점
- 홋카이도 은행 다키카와 지점
- 다키카와 터미널

## 이용 현황
- 홋카이도 여객철도

| 연도   | 하루 평균 승차 인원 |
| 2009년 | 1,682명             |
| ------ | ------------------- |

- 일본화물철도

| 연도   | 발송 화물 | 도착 화물 |
| 2008년 | 33,809t   | 20,134t   |
| ------ | --------- | --------- |

## 인접 정차역
| 홋카이도 여객철도 하코다테 본선 | 홋카이도 여객철도 하코다테 본선 | 홋카이도 여객철도 하코다테 본선 |
| ------------------------------- | ------------------------------- | ------------------------------- |
| A20 스나가와 오타루 방면        | 하코다테 본선                   | 에베오쓰 A22 아사히카와 방면    |
| 홋카이도 여객철도 네무로 본선   |                                 |                                 |
| 시·종착역                       | 네무로 본선                     | 히가시타키카와 T22 신토쿠 방면  |